# Michelle Kroppen
Michelle Kroppen (Kevelaer, 19 aprile 1996) è un'arciera tedesca specialista dell'arco ricurvo.
Ha gareggiato alle Olimpiadi di Tokyo 2020 vincendo la medaglia di bronzo nella gara a squadre femminile e alle Olimpiadi di Parigi 2024 conquistando l'argento nella gara a squadre miste. 

## Carriera sportiva
Ha debuttato in una competizione internazionale nel 2013 e nel 2015 ha ottenuto il quinto posto ai Campionati mondiali juniores.
Nel 2018, passando tra gli adulti, ha partecipato ai Campionati mondiali indoor di Yankton vincendo la medaglia d'oro nella gara a squadre femminile. Nello stesso anno ha preso parte ai Campionati europei di tiro con l'arco svoltisi a Legnica, in Polonia, vincendo la medaglia di bronzo nella gara a squadre femminile. 
Nel 2019 Kroppen, in coppia con Cedric Rieger, ha vinto la medaglia di bronzo nella gara a squadre miste ai Giochi Europei svoltisi a Minsk in Bielorussia.
Ai Campionati europei di tiro con l'arco 2021 svoltisi ad Antalya, in Turchia, ha vinto la medaglia d'argento nella gara a squadre femminile .
Ai Campionati europei 2022 svoltisi a Monaco, in Germania, Michelle Kroppen ha vinto tre medaglie: la medaglia d'oro nella gara a squadre femminile con Katharina Bauer e Charline Schwarz, l'argento nella gara individuale femminile e in quella a squadre miste in coppia con Florian Unruh. 
Nel 2023, ai Mondiali di Berlino, ha vinto la medaglia d'oro nella squadra con Katharina Bauer e Charline Schwarz battendo la squadra francese  e la medaglia d'argento nel doppio misto con Florian Unruh, perdendo in finale contro la Corea.
Ai Giochi olimpici di Parigi 2024, nella gara a squadre miste, a cui ha partecipato in coppia con Florian Unruh, si è aggiudicata la medaglia d'argento superando prima ai quarti la squadra messicana, poi in semifinale gli Stati Uniti e perdendo infine contro la squadra sudcoreana formata da Kim Woo-jin e Lim Si-hyeon.

## Vita privata
Michelle Kroppen ha tirato per la prima volta con l'arco all'età di 8 anni grazie alla nonna che le organizzò una gara con il tiro ai palloncini per la sua festa di compleanno. Dopo aver scoperto la sua passione per l'arco si è trasferita all'età di 16 anni alla scuola sportiva Jena. Nel 2016 è entrata nella polizia federale trasferendosi a Berlino per continuare gli allenamenti. 

## Palmarès
- Giochi olimpici

 Bronzo nella gara a squadre femminile a Tokyo 2020
 Argento nella gara a squadre miste a Parigi 2024
- Campionati mondiali di tiro con l'arco

 Oro nella gara a squadre a Berlino 2023
 Argento nella gara a squadre miste a Berlino 2023
- Giochi europei

 Bronzo nella gara a squadre miste a Minsk 2019
 Bronzo nella gara a squadre miste a Kraków Małopolska 2023